# Gajorro
El gajorro es un dulce típico cordobés, más concretamente de 
Cabra (Córdoba), que suele comerse durante la Cuaresma y la Semana Santa.
Sus ingredientes son aceite de oliva, huevos, azúcar, harina, ralladura de limón y canela molida.
Su elaboración consiste en mezclar todos los ingredientes hasta que obtengamos una masa que se pueda trabajar. Se fabrica una bola de ésta y se rueda con las manos para alargarla. Enrollamos la masa alargada en un canutillo de caña. Introducimos la caña en aceite caliente para despegar la masa, y una vez escurrida, se fríe de nuevo.
- Datos: Q5873987